# ریکاردو گراسا
ریکاردو گراسا (انگلیسی: Ricardo Graça؛ زادهٔ ۱۶ فوریهٔ ۱۹۹۷) بازیکن فوتبال اهل برزیل است.
از باشگاه‌هایی که در آن بازی کرده‌است می‌توان به باشگاه ورزشی واسکو دوگاما اشاره کرد.
وی همچنین در تیم ملی فوتبال زیر ۲۳ سال برزیل بازی کرده‌است.